# Raoul Pugno
Raoul Pugno, né le 23 juin 1852 à Montrouge, et mort d'une embolie pulmonaire à Moscou le 3 janvier 1914 est un compositeur et pianiste français.

## Biographie
Il est né de parents modestes. Sa mère (lorraine) et son père (italien) n'étaient ni des créateurs, ni des virtuoses. Mais son père était fou de musique : il en vendait dans un tout petit magasin de la rue Monsieur-le-Prince à Paris, où se rencontraient les étudiants mélomanes. On y parlait de tout ce qui touchait à l'art lyrique, avec la passion de la jeunesse, celui-ci se mettant au piano, celui-là prenant un violon, tous vibrant à l'unisson. Ce petit magasin existe toujours. Il est maintenant au 20 rue de Savoie dans le sixième arrondissement.
C'est dans cette atmosphère que Raoul Pugno est né, respirant l'amour d'un art qui devait être un jour le sien. Ayant pressenti sa nature et caressant l'ambition qu'il devienne un grand musicien, son père le fait travailler de très bonne heure : à six ans, il est un enfant prodige et joue en public, pour la première fois, dans un concert de bienfaisance donné à l'Hôtel de ville. C'est une artiste de valeur, Mlle Joséphine Martin, qui lui avait enseigné les premiers principes.
Sur la recommandation de Joseph Poniatowski, Raoul Pugno obtient une bourse à l'École Niedermeyer de Paris. Le 25 janvier 1866, par l'entremise d'Ambroise Thomas, qui l'avait un soir, par hasard, entendu exécuter un concerto de Hummel, il entre au conservatoire dans les classes de piano et de solfège (Mathias et Durand comme professeurs). Il obtient, cette même année, un 1er prix de piano à l'unanimité, et une 2e médaille de solfège. Puis en 1867, 1re médaille de solfège et 1er prix d'harmonie (Classe de Bazin). En 1869, 1er prix d'orgue (Classe de Benoit) et 2d prix de contrepoint et de fugue (classe d'Ambroise Thomas). À cette date, il n'avait toujours pas obtenu sa naturalisation (fils d'italien), ce qui l'empêcha de concourir pour le prix de Rome.
D'orientation révolutionnaire, il est nommé, à 18 ans, membre de la Commission d'aide à l'art musical et aux artistes, le 12 mai 1871, par la Commune de Paris. Deux de ses pièces sont proposées pour être jouées à l'Opéra le 22 mai 1871.
Élève de Georges Mathias et d'Ambroise Thomas, puis enseignant au conservatoire à son tour (harmonie, piano), il prend Nadia Boulanger sous son aile, jouant notamment sous sa direction sa Fantaisie variée pour piano et orchestre, et composant avec elle un certain nombre d’œuvres en collaboration dont, en 1909, le cycle de mélodies des Heures claires. Ils conçoivent ensemble l'opéra La Ville morte, sur un livret de Gabriele D'Annunzio, qui sera représenté à l'Opéra comique en 1915, un an après sa mort. Les agendas de Nadia Boulanger révèlent que leur relation dépassait largement celle du maître à l'élève et était en réalité un amour profond entre la jeune femme et celui qui était un ami de longue date de la famille.
Raoul Pugno a été organiste à l'Église Saint-Eugène (1872-1892) et chef de chœur au Théâtre Ventadour (1878-1892). Il a enseigné l'harmonie au Conservatoire de Paris (1892-1896), puis a été nommé professeur de piano 1er février 1896, poste dont il démissionne le 1er février 1901.
Au conservatoire de Paris, il a donné des cours et accompagné la comédienne et chanteuse d'opérette Berthe Legrand (1850-1913).
Malgré une excellente technique de jeu et doué d'une profonde inspiration, ce n'est qu'à partir de la quarantaine que Pugno se lance sérieusement dans une carrière de concertiste. Il donne des récitals de sonates dans le monde entier (Angleterre en 1894). En 1897, il part en tournée aux États-Unis, en Angleterre, en Allemagne, en Italie, en Autriche, en Russie...avec le violoniste belge Eugène Ysaÿe, son frère de cœur et d'art, avec qui il interprète notamment les sonates de Beethoven. Il conquiert tous les publics « par le charme de son jeu, dont la légèreté surprenait lorsqu'on voyait ce gros homme barbu, solidement assis sur une chaise, renforcée par des chevilles de cuivre ».
Peu avant que la Première Guerre mondiale n'éclate, lors d'une tournee en Russie en décembre 1913 avec Nadia Boulanger,il contracte un refroidissement dans le train Berlin-Moscou mal chauffé et doit annuler presque tous ses concerts. Le mal qui devait l'emporter le minait déjà. Son dernier concert a lieu le 15 décembre 1913. Le 27 décembre, à Moscou, dans la chambre de l'hôtel Metropol (en) où il devait mourir, il met pour la dernière fois les mains sur le piano. Il meurt le 3 janvier 1914,. Il est enterré à Gargenville où il fut maire de 1904 à 1908.
Le pianiste était aussi un grand amateur d'art, collectionneur éclairé et habitué des salles de l'Hôtel Drouot.
Pugno a édité les œuvres de Chopin et de Robert Schumann pour les éditions Universal à Vienne. La Cité de la musique-Philharmonie de Paris conserve un bas-relief en bronze, Portrait de Stéphane-Raoul Pugno lisant une partition, réalisé par le sculpteur Louis-Aimé Lejeune en 1921.

## Œuvres

### Opéras
- Ninetta, opéra comique (Paris, 23 décembre 1882)
- Le Sosie, opéra-bouffe (7 octobre 1887)
- Le Valet de cœur, opérette (18 avril 1888)
- Le Retour d'Ulysse, opérette (1er février 1889)
- La vocation de Marius opéra-bouffe (29 mars 1890)
- La Petite Poucette, opérette (1891)
- Tai-Tsoung, opéra (1894)

### Musique de scène
- La Ville morte (La città morta) de Gabriele D'Annunzio, œuvre inachevée, écrite avec Nadia Boulanger, qui la termine apres sa mort en 1914.

### Ballets
- Les Papillons, (1884)
- Le Chevalier aux fleurs d'Armand Silvestre, au théâtre Marigny[9],[10].
- La Danseuse de corde, (5 février 1892)

### Oratorio
- La Résurrection de Lazare, oratorio joué en 1879 au Concert Pasdeloup

## Enregistrements sur rouleau
Pugno a été un des premiers pianistes comme Alfred Grünfeld à enregistrer ses interprétations sur les divers systèmes acoustiques phonographiques et sur rouleaux de piano pneumatique notamment chez Welte en 1905 sur le système expressif Welte-Mignon.
- Pugno joue chopin Restitution à partir d'un push-up (vorsetzer) Welte placé devant un piano à queue Steingraeber